# Ashley Paris
Ashley Paris (ur. 21 września 1987 w San Jose) – amerykańska koszykarka występująca na pozycjach silnej skrzydłowej lub środkowej, posiadająca także północno-macedońskie obywatelstwo, reprezentantka tego kraju.
Jej siostra bliźniaczka Courtney była także zawodową koszykarką. Obie występowały razem w drużynach Oklahoma Sooners (NCAA) i Mersin BŞB (Turcja).

## Osiągnięcia
Na podstawie, o ile nie zaznaczono inaczej.

### NCAA
- Uczestniczka rozgrywek:
  - NCAA final four (2009)
  - Sweet 16 turnieju NCAA (2006, 2007, 2009)
  - II rundy turnieju NCAA (2006–2009)
- Mistrzyni:
  - turnieju konferencji Big 12 (2006, 2007)
  - sezonu regularnego Big 12 (2006, 2007, 2009)
- Zaliczona do I składu Big 12 (2009)
- MVP tygodnia konferencji Big 12 (19.01.2009)[4]

### Drużynowe
- Mistrzyni Ukrainy (2010)
- Zdobywczyni Superpucharu Hiszpanii (2015)[5]
- Uczestniczka międzynarodowych rozgrywek EuroCup (2009/2010, 2013/2014, 2016/2017, 2018/2019)

### Indywidualne
(* – nagrody przyznane przez portal eurobasket.com)
- MVP ligi ukraińskiej UPBL (2010)*[6]
- Najlepsza zawodniczka zagraniczna ligi ukraińskiej UPBL (2010)*[6]
- Zaliczona do składu honorable mention ligi rosyjskiej (2015)*[7]
- Liderka ligi rosyjskiej w zbiórkach (2015 – 10,7)[7]

### Reprezentacja
- Uczestniczka kwalifikacji do Eurobasketu (2019)